# Антифашистский конгресс деятелей культуры (1936, Львов)
Антифашистский конгресс деятелей культуры — конгресс представителей прогрессивной интеллигенции Польши, Западной Украина и Западной Белоруссии. Созван в 1936 году во Львове по инициативе Коммунистической партии Польши и Компартии Западной Украины с целью укрепления единого фронта борьбы против фашизма.
В подготовке конгресса принимали участие, в частности, писатели С. Тудор, Я. Галан, А. Гаврилюк, Г. Гурская, Л. Кручковский, К. Пелехатый и др. В его работе приняли участие более 100 известных деятелей культуры.
В ходе работы конгресса были сделаны доклада: «Культура и фашизм» (Г. Дембинский, С. Тудор), «Война и будущее культуры» (Л. Кручковский), «Культура и условия человеческого труда» (Г. Крагельская), «О состоянии литературы, театра, музыки, журналистики, образования» (М. Чухновский, Я. Галан, В. Василевская, Б. Домбровский, Е. Зегалдович, А. Дан и др.).
Конгресс развенчал угнетательскую, профашистскую политику правительства буржуазной Польши, осудил угнетение капиталистами трудящихся масс, буржуазный национализм, шовинизм, милитаризм.
Как и другие примечательные события общественно-политического и культурно-художественного характера, произошедших в Европе по инициативе прогрессивных художников и деятелей науки во главе с М. Горьким и Р. Ролланом (Международная конференция революционных писателей 1930 в Харькове; создание Международного объединения революционных писателей в 1930; Всемирный антивоенный конгресс в Амстердаме, 1932; Международные конгрессы деятелей культуры и писателей в Париже, 1935, Валенсии и Мадриде, 1937, и др.), Львовский конгресс сыграл важную роль в деле защиты мира, демократии культуры, образования.